# Joey Pollari
Joey Pollari est un acteur et musicien américain, né le 9 avril 1994 à Saint Paul (Minnesota). Il se fait connaître grâce au rôle de Tyler Burns dans le téléfilm Skyrunners, l'odyssée des frères Burns (Skyrunners, 2009), signé Disney XD, ainsi que d'Eric Tanner dans la série télévisée American Crime (2015) et de Lyle, petit-ami du personnage-titre, dans le long métrage Love, Simon (2018).

## Biographie

### Jeunesse
Joey Pollari naît le 9 avril 1994 à Saint Paul, dans le Minnesota.
À l'âge de six ans, accompagné de sa mère, il assiste à un événement pour identifier de jeunes talents à Minneapolis (Minnesota). Le lendemain, il reçoit des appels d'agents désirant le représenter. Il fréquente le théâtre Guthrie à Minneapolis, le Ordway Center for the Performing Arts (en) à Saint Paul et le SteppingStone Theatre for Youth Development (en), également à Saint Paul.

### Carrière
Le 30 avril 2006, Joey Pollari apparaît pour la première fois à la télévision, en tant que vendeur de journaux pour un épisode, intitulé The Hen House, de la série policière Cold Case : Affaires classées (Cold Case). The Walt Disney Company le choisit pour incarner Tyler Burns, aux côtés de Kelly Blatz, son ami de longue date, dans Skyrunners, l'odyssée des frères Burns (Skyrunners) de Ralph Hemecker, appartenant à la collection des Disney Channel Original Movie, sur deux frères qui découvre et cache un vaisseau spatial recherché par des agents du FBI et des extraterrestres. Ce téléfilm de science-fiction, tourné en Nouvelle-Zélande, est diffusé pour la première fois, le 27 novembre 2009, sur la chaîne Disney XD.
En 2010, il côtoie Gregg Sulkin, Britt Robertson et Devon Graye dans le téléfilm fantastique Avalon High : Un amour légendaire (Avalon High) de Stuart Gillard, une autre collection des Disney Channel Original Movie, adapté d'un roman du même titre signé Meg Cabot.
Fin novembre 2011, MTV annonce la commande d'une saison de douze épisodes de la sitcom The Inbetweeners, version américaine des Boloss : Loser attitude (The Inbetweeners, 2008-2010), dont fait partie Joey Pollari incarnant Will McKenzie.
En 2018, il fait une apparition dans le rôle de Lyle, l'un des potentiels petits amis du personnage-titre, aux côtés de Nick Robinson, dans la comédie romantique pour adolescents Love, Simon. Il apparaît dans un autre film du même thème The Obituary of Tunde Johnson d'Ali LeRoi, en 2019.

### Vie privée
Joey Pollari est ouvertement gay, après avoir fait son coming out, à dix-huit ans, devant ses amis et sa famille.

## Filmographie

### Cinéma

#### Longs métrages
- 2012 : Profile of a Killer de Caspian Tredwell-Owen : David Jenks
- 2015 : Eden de Shyam Madiraju : Georgie
- 2018 : Love, Simon de Greg Berlanti : Lyle
- 2019 : The Obituary of Tunde Johnson d'Ali LeRoi : Charlie

#### Court métrage
- 2014 : Ethereal d'Andy Vallentine : Asher

### Télévision

#### Téléfilms
- 2009 : Skyrunners, l'odyssée des frères Burns (Skyrunners) de Ralph Hemecker : Tyler Burns
- 2010 : Avalon High : Un amour légendaire (Avalon High) de Stuart Gillard : Miles
- 2015 : Take It from Us) de Gail Mancuso : Blake

#### Séries télévisées
- 2006 : Cold Case : Affaires classées (Cold Case) : le vendeur de journaux (saison 3, épisode 21 : The Hen House)
- 2012 : Up All Night : Mark (saison 2, épisode 9 : I Can't Quit You)
- 2012 : The Inbetweeners : Will McKenzie (12 épisodes)
- 2014 : Saint George : Tanner Whitman (4 épisodes)
- 2014 : Major Crimes : Wesley Grant (saison 3, épisode 12 : Party Foul)
- 2016 : American Crime : Eric Tanner (10 épisodes)
- 2022 : SEAL Team : Ben (2 épisodes)

## Discographie
- 2020 : About Men
- 2024 : I'll Be Romance